# Italo Azzoni
Italo Azzoni (* 23. Dezember 1853 in Parma; † 28. September 1935 ebenda) war ein italienischer Komponist, Pianist, Dirigent und Musikpädagoge.

## Leben
Italo Azzoni studierte in seiner Heimatstadt Musik bei Francesco Bucellati (1825–1884) und besuchte ab dem 14. Oktober 1864 ein Jahr lang die Musikschule der Stadt. Er nahm dann privaten Unterricht in Kontrapunkt, Harmonielehre und Komposition bei Giulio Cesare Ferrarini. Am Teatro Dal Verme in Mailand wurde 1878 seine Oper Consalvo nach einem Libretto von Attilio Catelli uraufgeführt. Danach nahm er an mehreren Konzerten der Società del quartetto von Parma teil und wurde 1879 für ein Jahr zum technischen Direktor der Scuola corale di Parma berufen. 1883 ging er auf Einladung der Metropolitan Opera als Korrepetitor der Abbey Theaterkompanie nach New York.
Nach seiner Rückkehr nach Parma 1884 wurde er Nachfolger des im selben Jahr verstorbenen Bucellati als Klavierlehrer am Collegio delle Orsoline [Ursulinenkolleg]. Drei Jahre später leitete er die Orchesterkonzerte in den Gebäuden der Esposizione scientifica-industriale di Parma [wissenschaftlich-technischen Ausstellung in Parma]. Von 1887 bis 1892 unterrichtete er Solfège und Chorgesang an der Pia Casa di provvidenza in Parma. Ab 1889 wurde er als Dozent ans Konservatorium von Parma, dem heutigen Conservatorio di Musica Arrigo Boito berufen. Die Ernennung zum Professor erfolgte am 1. Juli 1895 in den Fachbereichen Theoretische und praktische Harmonielehre und Chorgesang.
Anfang des 20. Jahrhunderts war Azzoni mehrere Theaterspielzeiten lang Dirigent bei der Metropolitan Opera Company. 1908 kehrte er nach Parma zurück und wurde Professor für Komposition und bis zu seinem Ruhestand am 20. Dezember 1923 stellvertretender Direktor des Konservatoriums.

## Werke (Auswahl)

### Musikalische Kompositionen
- Consalvo, Oper in vier Akten, 1878. Libretto: Attilio Catelli.[Digitalisat 1] Das Werk wurde am 17. September 1878 im Teatro DalVerme in Mailand uraufgeführt. OCLC 1002740750
- Inspirazioni ed Affetti. Album musicale per Pianoforte, 1880 OCLC 497430911
- Dimmi io t'amo!, Melodia für Gesang und Klavier, Text: Edoardo Sonzogno (1836–1920), 1882. OCLC 955546168 Publiziert in Ilustración Musical, Año I no. 5, um 1883 OCLC 803294720
- Le gioie della carità, Kinderoperette, Vaudeville. Sie wurde 1886 im Theater des Ursulinenkollegs aufgeführt. Eine Wiederaufführung erfolgte am Politeama Reinach di Parma am 16. Juni 1912 unter dem Titel Il cuore dei fanciulli.[2]
- Serenata per oboe e pianoforte op. 5 OCLC 1405572874
- Tantum Ergo per coro di Tenori e Bassi con accomp. d'Orchestra ed Organo. Riduzione per Canto e Pianoforte. Op. 14. Mailand 1882 OCLC 497430938
- Capriccio Studio per pianoforte, Op. 17,  Ricordi, Mailand 1930 OCLC 547193250
- Andantino in Mi flat per due Violini, Viola e Violoncelle. Op. 18, Mailand, 1885 OCLC 497430889
- Scarabocchi Pianistici. Op. 20. I Preludio. II Tempo di Ballo. III Melodia. IV Studio-Scherzo., Mailand 1885 OCLC 497430919
- Fantasia Pastorale per tre oboi e pianoforte op. 21 OCLC 62100478 1991 moderne Ausgabe von James Brown ediert und bei Phylloscopus Publications, Lancaster, Vereinigtes Königreich
- Scherzino per Pianoforte. Op. 23, F. Lucca, Mailand 1887 OCLC 497430929
- Presto e-moll für Streichquartett op. 24
- Inno ginnastico für Kinderchor und Klavierbegleitung op. 31, publiziert bei Carisch in Mailand OCLC 799553644
- Alla pace op. 34, Text: Oreste Boni für Chor und Klavierbegleitung OCLC 799553598
- Melodia, Ausgabe für Salonorchester, bei Beltramo in Moncalieri, 1924 OCLC 315806341
- Rimembranze giovanili. Duettino für zwei Oboen und Klavier op. 48, Florenz 1927
- Romanza senza parole, Beltramo, San Remo, 1928 OCLC 1380743974
- Serenata mattinata, [Morgenständchen], Rahter, Leipzig, 1929 OCLC 1380743838
- Ouverture in G für Orchester. Bearbeitung für Klavier zu vier Händen durch Azzoni, Florenz 1930 OCLC 837891893
- Nel regno delle favole, Aufführung in Genua 1933[2]
- Klavierauszüge der Opern Aida, Cavalleria rusticana und L’amico Fritz[2]

### Theoretische Lehrwerke
- Guida teorico-pratica per lo studio e l’insegnamento di canto corale, Ricordi[2]
- Manuale teorico- pratico per lo studio dell’armonia complementare, Ricordi[2]